# Grünberg (Bernsdorf)
Grünberg ist ein Wohnplatz der Stadt Bernsdorf im Nordwesten des Landkreises Bautzen im Freistaat Sachsen.

## Geographie

### Lage
Grünberg liegt zwischen Bernsdorf und Straßgräbchen am Wutschkenwiesenwasser. Westlich befindet sich an der Bahnstrecke Lübbenau–Kamenz der Bahnhof Straßgräbchen-Bernsdorf (Oberlausitz). Die Siedlung ist Teil des weitgehend ebenen und waldreichen Königsbrücker Heidelandes, nördlich erstreckt sich das Lange Holz.

### Nachbarorte
| Neu Wiednitz | Bernsdorf                                   | Otterschütz, Zeißholz |
| Waldhof      | Kompassrose, die auf Nachbargemeinden zeigt | Lieske                |
| Großgrabe    | Straßgräbchen                               | Weißig                |

## Geschichte

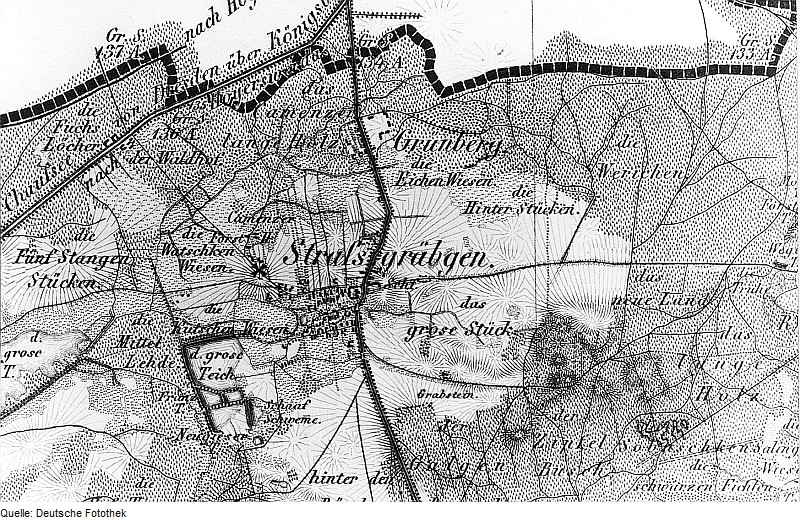
Straßgräbchen und Grünberg, Oberreitscher Atlas, 1844–46

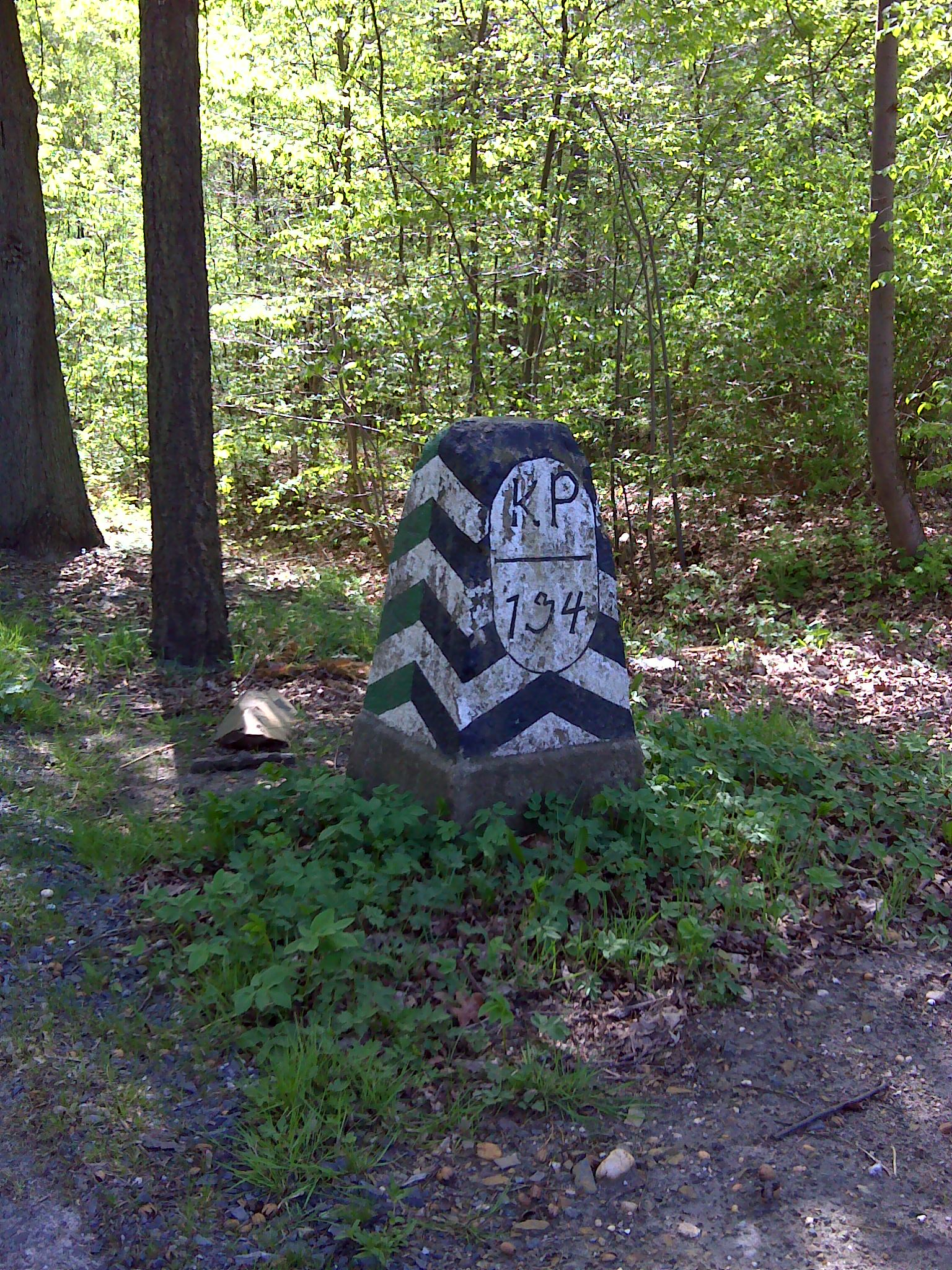
Sächsisch-preußischer Grenzstein Nr. 134

Der Häuslerabbau Grünberg wurde 1783 durch die Besitzer des Rittergutes Straßgräbchen im Zuge des Bauernlegens gegründet. Benannt wurde die auf Straßgräbchener Rittergutsflur an der von Kamenz nach Hoyerswerda führenden Poststraße angelegte Siedlung nach dem ersten Häusler. Eingepfarrt war der Ort nach Großgrabe. Infolge des Wiener Kongresses wurde 1815 zwischen Grünberg und Bernsdorf die sächsisch-preußische Grenzlinie gezogen; Bernsdorf wurde damit preußisch. 
Grünberg war Teil der Gemeinde Straßgräbchen. Verwaltungsmäßig gehörte das Dorf zum Bautzener Kreis und ab 1843 zum Landgerichtsbezirk Bautzen. Mit der Neuordnung der sächsischen Verwaltungsstrukturen wurde Grünberg 1856 dem Gerichtsamt Kamenz und 1875 der Amtshauptmannschaft Kamenz zugeordnet. 1874 wurde die von der Berlin-Görlitzer Eisenbahn-Gesellschaft errichtete Bahnstrecke Lübbenau–Kamenz vollendet, die Trasse verlief zwischen Grünberg und Waldhof; westlich von Grünberg entstand der Bahnhof Bernsdorf. 
1952 wurde Grünberg Teil des Kreises Kamenz. 2007 wurde Grünberg zusammen mit Straßgräbchen nach Bernsdorf eingemeindet. Seit 2008 gehört das Dorf zum Landkreis Bautzen. 

### Bevölkerungsentwicklung
| Jahr | Einwohner  |
| ---- | ---------- |
| 1825 | 12 Häusler |
| 1834 | 55         |
| 1871 | 98         |
| 1890 | 110        |

## Denkmale
- Preußisch-Sächsischer Grenzstein Pilar Nr. 134 sowie sechs Läufersteine, an der Straße nach Bernsdorf am Nordrand des Langen Holzes